# Micromus audax
Micromus audax är en insektsart som först beskrevs av Krüger 1922.  Micromus audax ingår i släktet Micromus och familjen florsländor. Inga underarter finns listade i Catalogue of Life.